# فراری دایتونا
فراری دایتونا (Ferrari Daytona) خودرویی است که در سال‌های ۱۹۶۸–۱۹۷۶تولید شده‌است.
این خودرو در کلاس خودرو اسپورت قرار گرفته، طراحی آن خودروهای موتور جلو-محور عقب بوده است.